# Irma von Duczynska

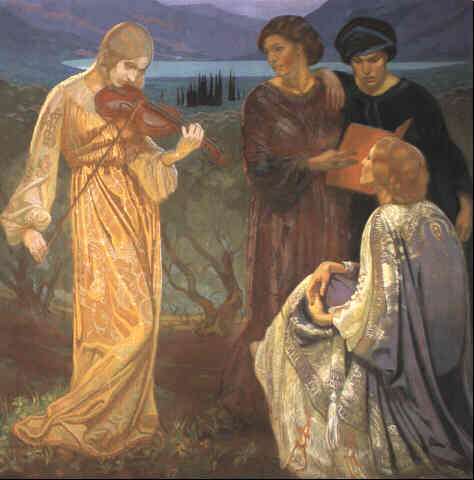
Harmonie (1914)

Irma von Duczynska, auch Dutczynska, (* 27. Januar 1869 in Lemberg; † 19. Januar 1932 in Wiesneck bei Freiburg im Breisgau) war eine Malerin und Bildhauerin, tätig in Wien und München.

## Leben
Irma von Duczynska war die Nichte von Eduard von Duczyński (1823–1861), Offizier der österreichischen Armee, Zeichner und Aquarellmaler.
Sie studierte an der Akademie der bildenden Künste Wien bei Heinrich Lefler und Ferdinand Andri. Seit 1901 nahm sie an Wiener Kunstausstellungen teil.
1909–1914 betrieb sie in Wien eine Malschule für Frauen und Kinder „Malschule Irma von Duczynska und Imre Simai“ mit dem ungarischen Bildhauer und Maler Imre Simay (1874–1955) und der Bildhauerin Elza Kövesházi-Kalmár (1875–1956), die auch Kinder im Alter von 6 bis 14 Jahren unterrichtete.
Wegen der Lungenkrankheit hielt sie sich in Griechenland und Italien auf. 1915 kehrte sie nach Wien zurück, um bei Rudolf Steiner Anthroposophie zu studieren.
Wegen des Krieges siedelte sie 1915 nach München um, wo sie ein kleines Atelier einrichtete. Sie war mit Michael Bauer und Margareta Morgenstern geb. Gosebruch von Liechtenstern, Christian Morgensterns Witwe, befreundet. 1931 kam sie in die Lungenklinik in Wiesneck, wo sie im nächsten Jahr starb.
Ihre Schwester Helena war ebenfalls Malerin.